# Галерија грбова Аустралије
Галерија грбова Аустралије обухвата актуелни Грб Аустралије, грбове савезних држава Аустралије,  грбове самоуправних територија Аустралије,  грбове спољних територија Аустралије и грбове главних градова територија Аустралије.

## Актуелни Грб Аустралије
- Грб Аустралије

## Грбови савезних држава Аустралије
| Западна Аустралија Северна територија Јужна Аустралија Квинсленд Нови Јужни Велс Престоничка територија Викторија Тасманија Индијски океан Тиморко море Карпентаријски залив Арафурско море Велики аустралијски залив Тасманово море Басов пролаз Корално море ● Јужни Пацифик Јужни океан ● Велики корални гребен |

- Грб Јужна Аустралија
- Грб Тасманија
- Грб Нови Јужни Велс
- Грб Викторија (Аустралија)
- Грб Западна Аустралија
- Грб Квинсленд

## Грбови самоуправних територија Аустралије
- Грб Аустралијска престоничка територија
- Грб Северна територија

## Грбови спољних територија Аустралије
- Грб Норфок (острво)
- Грб Божићно Острво
- Грб Кокосова Острва

## Грбови главних градова територија Аустралије
- Грб Сиднеј, Нови Јужни Велс
- Грб Мелбурн, Викторија (Аустралија)
- Грб Бризбејн, Квинсленд
- Грб Перт, Западна Аустралија
- Грб Аделејд, Јужна Аустралија
- Грб Хобарт, Тасманија
- Грб  Дарвин (Северна територија), Северна територија
- Грб Канбера, Аустралијска престоничка територија